# Jozef Krzák
Jozef Krzák (* 18. března 1937 Prešov) je bývalý slovenský prvoligový fotbalista, trenér, rozhodčí a funkcionář na krajské a okresní úrovni. Jednalo se o univerzálního hráče – v nejvyšší soutěži nastupoval jako záložník, útočník a obránce, v Baníku Rožňava byl do svých 17 let brankářem. Nejčastěji však nastupoval v útoku.

## Hráčská kariéra
Začínal v rodném Prešově jako brankář, jeho prvním trenérem byl Rudolf Vido. Od roku 1952 hrál za Rožňavu, kde studoval. Od roku 1956 nastupoval jako útočník. V československé lize hrál za Tatran Prešov, aniž by skóroval. V nejvyšší soutěži debutoval v neděli 4. března 1962 v Kladně proti domácímu Baníku (prohra 0:2).

### Prvoligová bilance
| Ročník             | Zápasy | Góly | Minuty | Klub             |
| ------------------ | ------ | ---- | ------ | ---------------- |
| I. liga 1961/62    | 7      | 0    | 468    | TJ Tatran Prešov |
| I. liga 1962/63    | 1      | 0    | 26     | TJ Tatran Prešov |
| CELKEM I. ČS. LIGA | 8      | 0    | 494    |                  |

## Trenérská kariéra
Po skončení hráčské kariéry se stal trenérem. Vedl mj. Baník Rožňava v divizi.